# Slipstream - Nella mente oscura di H.
Slipstream - Nella mente oscura di H. (Slipstream) è un film del 2007 scritto, diretto e interpretato da Anthony Hopkins con Stella Arroyave, Christian Slater e John Turturro.

## Trama
Felix Bonhoeffer è uno sceneggiatore che sta lavorando a un film. Improvvisamente i personaggi che sta creando cominciano a invadere la sua mente.